# السفیره (سوریه)
شهر السفیره (به عربی: السفیرة) در حلب در کشور سوریه واقع شده‌است. جمعیت این شهر ۱۰۰٫۹۸۰ نفر است.